# Milnesium shilohae
Espèce
Milnesium shilohae est une espèce de tardigrades de la famille des Milnesiidae. 

## Distribution
Cette espèce est endémique d'Oahu à Hawaï.

## Publication originale
- Meyer, 2015 : Water bears (Phylum Tardigrada) of Oceania, with the description of a new species of Milnesium. New Zealand Journal of Zoology, vol. 42, no 3, p. 173-186.